# Drapeau de Lincoln (Nebraska)
 (mai 2025).
Si vous disposez d'ouvrages ou d'articles de référence ou si vous connaissez des sites web de qualité traitant du thème abordé ici, merci de compléter l'article en donnant les références utiles à sa vérifiabilité et en les liant à la section « Notes et références ».
 (mai 2025).
La mise en forme du texte ne suit pas les recommandations de Wikipédia : il faut le « wikifier ».
Les points d'amélioration suivants sont les cas les plus fréquents. Le détail des points à revoir est peut-être précisé sur la page de discussion.
- Les titres sont pré-formatés par le logiciel. Ils ne sont ni en capitales, ni en gras.
- Le texte ne doit pas être écrit en capitales (les noms de famille non plus), ni en gras, ni en italique, ni en « petit »…
- Le gras n'est utilisé que pour surligner le titre de l'article dans l'introduction, une seule fois.
- L'italique est rarement utilisé : mots en langue étrangère, titres d'œuvres, noms de bateaux, etc.
- Les citations ne sont pas en italique mais en corps de texte normal. Elles sont entourées par des guillemets français : « et ».
- Les listes à puces sont à éviter, des paragraphes rédigés étant largement préférés. Les tableaux sont à réserver à la présentation de données structurées (résultats, etc.).
- Les appels de note de bas de page (petits chiffres en exposant, introduits par l'outil «  Source ») sont à placer entre la fin de phrase et le point final[comme ça].
- Les liens internes (vers d'autres articles de Wikipédia) sont à choisir avec parcimonie. Créez des liens vers des articles approfondissant le sujet. Les termes génériques sans rapport avec le sujet sont à éviter, ainsi que les répétitions de liens vers un même terme.
- Les liens externes sont à placer uniquement dans une section « Liens externes », à la fin de l'article. Ces liens sont à choisir avec parcimonie suivant les règles définies. Si un lien sert de source à l'article, son insertion dans le texte est à faire par les notes de bas de page.
- La présentation des références doit suivre les conventions bibliographiques. Il est recommandé d'utiliser les modèles {{Ouvrage}}, {{Chapitre}}, {{Article}}, {{Lien web}} et/ou {{Bibliographie}}. Le mode d'édition visuel peut mettre en forme automatiquement les références.
- Insérer une infobox (cadre d'informations à droite) n'est pas obligatoire pour parachever la mise en page.

Pour une aide détaillée, merci de consulter Aide:Wikification.
Si vous pensez que ces points ont été résolus, vous pouvez retirer ce bandeau et améliorer la mise en forme d'un autre article.
Le drapeau de Lincoln, Nebraska se compose d'un bicolore horizontal de sarcelle et de bleu profond, avec un phare stylisé au centre, avec huit lignes dorées en haut à gauche et en haut à droite qui s'y connectent.
Le drapeau actuel a été adopté en 2022 à la suite d'un concours visant à concevoir un drapeau pour remplacer le drapeau de la ville d'origine, qui a été adopté en 1931.

## Conception
La conception de la balise au centre du drapeau symbolise "l'espoir et l'optimisme pour lesquels les habitants de Lincoln sont connus", ainsi que la désignation de Lincoln par le département d'État américain comme "ville accueillante pour les réfugiés"."" Certaines des images impliquées par les lignes sont un lever de soleil (les huit lignes horizontales et diagonales), le capitole de l'État (les trois lignes verticales sortant du centre de la balise) et une vue aérienne du centre traditionnel de la ville, avec l'étoile représentant l'intersection des rues 13th et O.
On dit que la sarcelle est un clin d'œil à la "tapisserie verdoyante" de parcs et de sentiers de Lincoln. Le bleu profond représente les aquifères souterrains, une ressource naturelle importante pour la région. L'or représente un avenir radieux et "un endroit où tous sont chaleureusement accueillis."

## Histoire

### Drapeau original
Le concours pour un dessin de drapeau a été inspiré par un cadeau des membres du Rotary Club de Lincoln, en Angleterre, qui ont présenté un drapeau de leur ville à Lincoln, au Nebraska, lors d'une visite en mai 1928. Divers groupes de la ville ont discuté de la nécessité d'avoir un emblème similaire, ce qui a donné lieu à un concours parrainé par la Chambre de commerce de Lincoln. Ce concours, réservé aux citoyens résidant dans la ville, était doté d'un prix de 50 $(ou l'équivalent de 1 034 in en 2024.)[3]
Le dessin de Mme JE Fiselmen serait choisi par la Chambre de commerce le 2 septembre 1931 et serait officiellement adopté par la ville environ deux semaines plus tard, le 14 septembre. Frank D. Tomson, président du comité du drapeau de la chambre, a présenté le drapeau lors d'une cérémonie à l'hôtel de ville le 29 octobre 1932. Dans ses remarques, Tomson a noté que le nouveau drapeau avait été présenté à la ville de Lincoln, en Angleterre, et a exhorté que le nouveau drapeau de la ville “...devrait trouver une place dans chaque maison de cette ville et être affiché comme un accueil hospitalier chaque fois que des visiteurs en nombre d'autres parties entrent dans nos portes.”